# Rajd Chorwacji 2007
Rajd Chorwacji 2007 (34. INA Croatia Delta Rally) – 34 edycja rajdu samochodowego Rajd Chorwacji rozgrywanego w Chorwacji. Rozgrywany był od 24 do 26 maja 2007 roku. Była to trzecia runda Rajdowych Mistrzostw Europy w roku 2007 oraz druga runda Rajdowych Mistrzostw Chorwacji i druga runda Rajdowych Mistrzostw Słowenii. Składał się z 18 odcinków specjalnych.

## Klasyfikacja rajdu
| Miejsce                | Kierowca               | Pilot                  | Samochód                       | Czas                   | Strata                 |                        |
| Klasyfikacja generalna | Klasyfikacja generalna | Klasyfikacja generalna | Klasyfikacja generalna         | Klasyfikacja generalna | Klasyfikacja generalna | Klasyfikacja generalna |
| ---------------------- | ---------------------- | ---------------------- | ------------------------------ | ---------------------- | ---------------------- | ---------------------- |
| 1.                     | Juraj Šebalj           | Toni Klinc             | Mitsubishi Lancer Evo IX       | 2:44:04.7              | 0.0                    |                        |
| 2.                     | Dimityr Iliew          | Yanaki Yanakiev        | Mitsubishi Lancer Evo IX       | 2:44:33.1              | +28.4                  |                        |
| 3.                     | Simon Jean-Joseph      | Jack Boyere            | Citroën C2 S1600               | 2:45:24.5              | +1:19.8                |                        |
| 4.                     | Michał Sołowow         | Maciej Baran           | Fiat Abarth Grande Punto S2000 | 2:45:26.1              | +1:21.4                |                        |
| 5.                     | Tomaž Kaučič           | Peter Zorenč           | Subaru Impreza STi N11         | 2:46:21.2              | +2:16.5                |                        |
| 6.                     | Darko Peljhan          | Igor Kacin             | Mitsubishi Lancer Evo IX       | 2:47:10.8              | +3:06.1                |                        |
| 7.                     | János Szilágyi         | Mercedes Gergye        | Mitsubishi Lancer Evo IX       | 2:48:00.6              | +3:55.9                |                        |
| 8.                     | Radoslav Kozlekov      | Nikola Popov           | Mitsubishi Lancer Evo IX       | 2:48:22.3              | +4:17.6                |                        |
| 9.                     | Corrado Fontana        | Renzo Casazza          | Fiat Abarth Grande Punto S2000 | 2:49:18.4              | +5:13.7                |                        |
| 10.                    | Mitja Klemenčič        | Jernej Korpar          | Mitsubishi Lancer Evo IX       | 2:49:39.8              | +5:35.1                |                        |
| Klasyfikacja ERC       |                        |                        |                                |                        |                        |                        |
| 1. (1.)                | Juraj Šebalj           | Toni Klinc             | Mitsubishi Lancer Evo IX       | 2:44:04.7              | 0.0                    |                        |
| 2. (2.)                | Dimityr Iliew          | Yanaki Yanakiev        | Mitsubishi Lancer Evo IX       | 2:44:33.1              | +28.4                  |                        |
| 3. (3.)                | Simon Jean-Joseph      | Jack Boyere            | Citroën C2 S1600               | 2:45:24.5              | +1:19.8                |                        |
| 4. (4.)                | Michał Sołowow         | Maciej Baran           | Fiat Abarth Grande Punto S2000 | 2:45:26.1              | +1:21.4                |                        |
| 5. (9.)                | Corrado Fontana        | Renzo Casazza          | Fiat Abarth Grande Punto S2000 | 2:49:18.4              | +5:13.7                |                        |
| 6. (18.)               | Tomasz Czopik          | Glib Zagoriy           | Volkswagen Polo S2000 MK4      | 2:54:50.3              | +10:45.6               |                        |
| 7. (21.)               | Krum Donchev           | Stoiko Valchev         | Mitsubishi Lancer Evo IX       | 2:58:22.6              | +14:17.9               |                        |